# Alexis Denisof
Alexis Denisof (Salisbury, Maryland, 25 de febrero de 1966) es un actor estadounidense, más conocido por su papel como Wesley Wyndam-Pryce en la serie de televisión Buffy, la Cazavampiros y su spin-off, Angel.

## Biografía

### Carrera

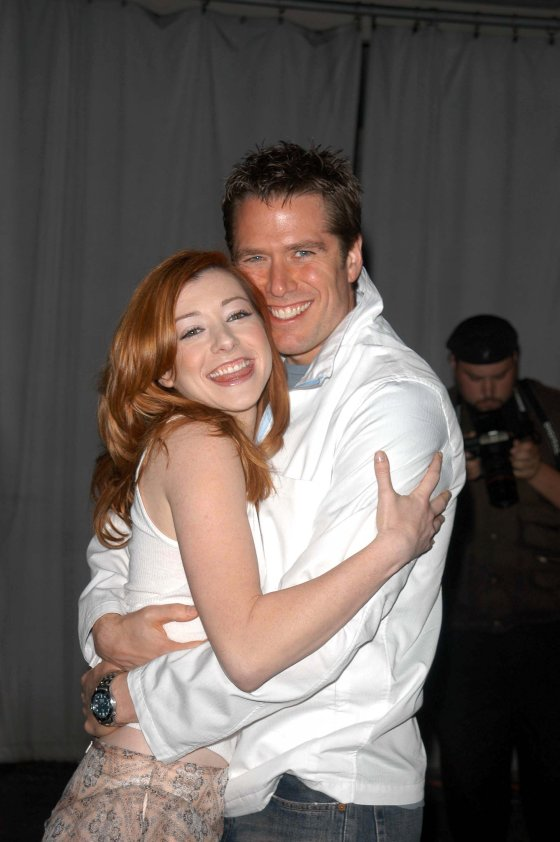
Denisof y Alyson Hannigan.

Denison dirigió una versión de Hamlet, así como The Other Side para la BBC, además de versiones de Romeo y Julieta, y The Soul's Dark Night en 1991.
Uno de sus primeros trabajos conocidos en televisión es en una versión en video de Got My Mind Set On You, de George Harrison.
Interpretó a Wesley Wyndam-Pryce en la serie Buffy, la cazavampiros en la tercera temporada, como un vigilante de Buffy y Faith, reemplazando al destituido Giles. Participó en las cinco temporadas de Angel, y aunque oficialmente iba a aparecer en 11 episodios, finalmente su aparición en la serie se alargó hasta los 101 episodios.
Apareció junto a Sean Bean en tres episodios de la serie Sharpe. Ha estado en varias producciones teatrales, incluyendo una con Anthony Stewart Head, quien interpretó a Rupert Giles, predecesor de Wesley en Buffy.
En agosto de 2013 fue elegido para participar en la tercera temporada de la serie Grimm de la cadena NBC, como un personaje recurrente llamado Viktor Albert Wilhelm George Beckendorf.

## Vida personal
Se casó con la también actriz Alyson Hannigan el 11 de octubre de 2003. La pareja compró una casa en Santa Mónica, California. Juntos tienen dos hijas: Satyana Marie Denisof (nacida el 24 de marzo de 2009) y Keeva Jane Denisof (nacida el 23 de mayo de 2012).

## Filmografía

### Cine
| Películas | Películas                     | Películas        | Películas                                      |
| Año       | Título                        | Rol              | Notas                                          |
| --------- | ----------------------------- | ---------------- | ---------------------------------------------- |
| 1989      | Relato criminal               | Tony Zonis       |                                                |
| 1991      | Snow and Fire                 | David            |                                                |
| 1992      | Dakota Road                   | Jacob            |                                                |
| 1995      | Innocent Lies                 | Christopher Wood |                                                |
| 1995      | First Knight                  | Sir Gaheris      |                                                |
| 1996      | True Blue                     | Ed Fox           |                                                |
| 1998      | The Misadventures of Margaret | George           |                                                |
| 1999      | Rogue Trader                  | Fernando Gueller |                                                |
| 2001      | Beyond the City Limits        | Yuri             |                                                |
| 2002      | Tarzán y Jane                 | Nigel Taylor     | Otras voces; Director del lanzamiento en video |
| 2012      | Mucho ruido y pocas nueces    | Benedick         |                                                |
| 2012      | Los vengadores                | El Otro          |                                                |
| 2014      | Guardianes De La Galaxia      | El Otro          |                                                |
| 2020      | Under My Skin                 | Mike             |                                                |

### Series de TV
| Series    | Series                       | Series                                  | Series                                                                                   |
| Año       | Título                       | Rol                                     | Notas                                                                                    |
| --------- | ---------------------------- | --------------------------------------- | ---------------------------------------------------------------------------------------- |
| 1994      | Romeo + Julieta              | Tybalt                                  |                                                                                          |
| 1994      | Faith                        | Joel                                    | Película para televisión                                                                 |
| 1994      | Soldier Soldier              | Lt. Bob Steadman                        | Episodio: "Proud Man"                                                                    |
| 1997      | Crime Traveller              |                                         | Episodio: "Fashion Boy"                                                                  |
| 1997      | Sharpe's Revenge             | Rossendale                              |                                                                                          |
| 1997      | Sharpe's Justice             | Rossendale                              |                                                                                          |
| 1997      | Sharpe's Waterloo            | Rossendale                              |                                                                                          |
| 1997      | Hostile Waters               | John Baker                              | BBC; película para televisión                                                            |
| 1997      | Highlander: The Series       | Steve Banner                            | Episodio: "Diplomatic Immunity"                                                          |
| 1998      | Ghost Cop                    | Jonah Blade                             | Episodio: "Pilot"                                                                        |
| 1998      | The Orchard Walls            | Dennis                                  | ITV; película para televisión                                                            |
| 1999      | Noah's Ark                   | Ham                                     | NBC; película para televisión                                                            |
| 1999      | Buffy, la cazavampiros       | Wesley Wyndam-Pryce                     |                                                                                          |
| 2000      | Randall & Hopkirk (Deceased) | Richard Shelley                         | Episodio: "Paranoia"                                                                     |
| 2001      | Batman Beyond                | Zander                                  | Rol de voz Episodio: "The Curse of the Kobra (1)" Episodio: "The Curse of the Kobra (2)" |
| 2001      | The Legend of Tarzan         | Henry                                   | Rol de voz Episodio: "New Wave"                                                          |
| 1999-2004 | Angel                        | Wesley Wyndam-Pryce                     | Nominado a los Premios Saturn                                                            |
| 2005–2014 | Justice League Unlimited     | Evan McCulloch / Mirror Master III      |                                                                                          |
| 2005–2014 | How I Met Your Mother        | Sandy Rivers                            | 10 episodios                                                                             |
| 2009      | Dollhouse                    | Senador                                 | Episodio 2x01                                                                            |
| 2014-     | Finding Carter               | David Wilson                            |                                                                                          |
| 2013-2015 | Grimm                        | Viktor Albert Wilhelm George Beckendorf | 17 episodios                                                                             |
| 2019-2020 | Legacies                     | Professor Vardemus                      | 7 episodios, 2° temporada                                                                |
| 2023      | How I Met Your Father        | Sandy Rivers                            | Episodio: "Ride or Die"                                                                  |